# Melissoptila
Melissoptila is een geslacht van vliesvleugelige insecten uit de familie bijen en hommels (Apidae)

## Soorten
- M. albinoi Urban, 1998
- M. aliceae Urban, 1998
- M. amazonica Urban, 1998
- M. argentina Brèthes, 1910
- M. aurea Urban, 1998
- M. aureocincta Urban, 1968
- M. bahiana Urban, 1998
- M. boliviana Urban, 1998
- M. bonaerensis Holmberg, 1903
- M. buzzii Urban, 1998
- M. cacerensis Urban, 1998
- M. carinata Urban, 1998
- M. catamarcensis Urban, 1998
- M. claudii Urban, 1988
- M. clypeata Urban, 1998
- M. cnecomala (Moure, 1944)
- M. chilena Urban, 1998
- M. dama (Vachal, 1904)
- M. desiderata (Holmberg, 1903)
- M. ecuatoriana Urban, 1998
- M. fiebrigi Brèthes, 1909
- M. flaviventris (Friese, 1908)
- M. fulvonigra Urban, 1988
- M. grafi Urban, 1998
- M. hirsutula Urban, 1998
- M. inducens Brèthes, 1910
- M. larocai Urban, 1998
- M. marinonii Urban, 1998
- M. micheneri Genaro, 2001
- M. mielkei Urban, 1998
- M. minarum (Bertoni & Schrottky, 1910)
- M. mirnae Urban, 1998
- M. montanicola Urban, 1998

- M. moureana Urban, 1998
- M. ochromelaena (Moure, 1943)
- M. ornata Urban, 1998
- M. otomita (Cresson, 1878)
- M. pacifica (Cockerell, 1914)
- M. paraguayensis (Brèthes, 1909)
- M. paranaensis Urban, 1998
- M. plumata Urban, 1998
- M. pubescens (Smith, 1879)
- M. renatoi Urban, 1998
- M. richardiae Bertoni & Schrottky, 1910
- M. sertanicola Urban, 1998
- M. setigera Urban, 1998
- M. sexcincta Urban, 1998
- M. similis Urban, 1988
- M. solangeae Urban, 1998
- M. tandilensis Holmberg, 1884
- M. thoracica (Smith, 1854)
- M. trifasciata Urban, 1998
- M. uncicornis (Ducke, 1911)
- M. villosa Urban, 1998
- M. vulpecula Bertoni & Schrottky, 1910